# Jeff Daniels
Jeffrey «Jeff» Warren Daniels (Athens, Georgia, 19 de febrero de 1955) es un actor, músico y dramaturgo estadounidense. Interpretó a Harry en Dumb and Dumber (1994) y repitió el papel en su secuela Dumb and Dumber To (2014). En 1996 interpreta a Roger en 101 Dálmatas.
Obtuvo el premio Emmy en 2014 al mejor actor principal en serie dramática por su papel en The Newsroom y en 2018 como mejor actor secundario en la miniserie Godless.

## Biografía
Jeff Daniels nació en Athens, Georgia, pero creció en Chelsea, Míchigan, donde su padre, Robert Lee Daniels, tenía un aserradero. Fue educado como metodista. Empezó a estudiar medicina en la Universidad de Míchigan Central, pero abandonó para dedicarse a la música.
Contrajo matrimonio en 1979 con Kathleen Rosemary Treado, su novia de la secundaria. En 1986, se mudó al pueblo donde él y su esposa se criaron, Chelsea, y donde viven con sus tres hijos, Benjamin (nacido en 1984), Lucas (1987) y Nellie (1990).
El 25 de mayo de 2006 se le otorgó una estrella en el Michigan Walk of Fame (Paseo de la Fama de Míchigan) en la ciudad de Lansing, en reconocimiento a su trayectoria. Ha realizado varios anuncios de servicios públicos para la Economic Development Corporation de Michigan.

## Trayectoria

### Carrera teatral
Su primera presentación en Nueva York fue en The Shortchanged Review (1979) en el Second Stage Theatre, siendo el primer espectáculo de la temporada.
Ha participado en numerosas producciones de Nueva York, tanto en Broadway como en otros circuitos. En Broadway ha aparecido en Redwood Curtain de Lanford Wilson, The Golden Age de A. R. Gurney y Fifth of July de Lanford Wilson, por la que ganó el Drama Desk Award por Mejor Actor Secundario. Recibió una nominación al Drama Desk por Lemon Sky también de Wilson y un Obie Award por su actuación en Johnny Got His Gun. En 2009 recibió una nominación al premio Tony al Mejor Actor por su papel en la obra teatral God of Carnage.
En 1991, fundó la Purple Rose Theatre Company, una compañía de teatro profesional sin fines de lucro, de la que es director ejecutivo.

### Carrera fílmica
Su primer trabajo fue en la película de 1981 Ragtime. Participó en Terms of Endearment (1983), Aracnofobia (1990), Gettysburg (1993), Speed (1994), 101 Dalmatians (1996), Fly Away Home (1996), Pleasantville (1998), The Hours (2002), Buenas noches, y buena suerte (2005), The Lookout (2007), Infamous (2009), Steve Jobs (2015) y The Martian (2015). En 1994, interpretó a Harry Dunne en la comedia Dumb and Dumber junto a Jim Carrey, papel que repitió en 2014 en la secuela Dumb and Dumber To. Ha recibido nominaciones al Globo de Oro al mejor actor por su interpretación en The Purple Rose of Cairo (1985), Something Wild (1986) y The Squid and the Whale (2005).
Desde 2012 hasta 2014, interpretó a Will McAvoy en la serie dramática The Newsroom, por la que ganó el premio Emmy en 2013 al Mejor Actor en una serie de drama y recibió la nominación al Globo de Oro y el Screen Actors Guild Award. 
Como director de cine, escribió, dirigió y protagonizó Escanaba in Da Moonlight en 2001 y Super Sucker en 2002.

### Carrera musical
Daniels ha escrito y grabado varios álbumes de larga duración.
- Jeff Daniels Live and Unplugged (2004)
- Grandfather's Hat (2006)
- Jeff Daniels Live at The Purple Rose Theater (2009)
- Keep It Right Here (2010)
- Old goats and old guitar (2012)
- Days Like These (2014)
- Never gone before (2016)
- Simple Truths (2016)
- Acoustic sittin' Tour 2028 (2018)
- Alive and well enough (2020)

## Filmografía

### Actor

#### Cine
| Año  | Título                          | Rol                            | Director                      |
| ---- | ------------------------------- | ------------------------------ | ----------------------------- |
| 1981 | Ragtime                         | P. C. O'Donnell                | Miloš Forman                  |
| 1983 | La fuerza del cariño            | Flap Horton                    | James L. Brooks               |
| 1985 | The Purple Rose of Cairo        | Tom Baxter/Gil Shepherd        | Woody Allen                   |
| 1985 | Marie                           | Eddie Sisk                     | Roger Donaldson               |
| 1986 | Something Wild                  | Charles Driggs                 | Jonathan Demme                |
| 1986 | Heartburn                       | Richard                        | Mike Nichols                  |
| 1987 | Días de radio                   | Biff Baxter                    | Woody Allen                   |
| 1988 | La casa de Carroll Street       | Cochran                        | Peter Yates                   |
| 1988 | Sweet Hearts Dance              | Sam Manners                    | Robert Greenwald              |
| 1989 | Checking Out                    | Ray Macklin                    | David Leland                  |
| 1990 | Aracnofobia                     | Ross Jennings                  | Frank Marshall                |
| 1990 | Bienvenida a casa               | Denton Webb                    | Jim Abrahams                  |
| 1991 | Love Hurts                      | Paul Weaver                    | Bud Yorkin                    |
| 1991 | The Butcher's Wife              | Dr. Alex Tremor                | Terry Hughes                  |
| 1992 | Timescape                       | Ben Wilson                     | David Twohy                   |
| 1992 | There Goes the Neighborhood     | Willis Embry                   | Bill Phillips                 |
| 1993 | Rain Without Thunder            | Jonathan Garson                | Gary O. Bennett               |
| 1993 | Gettysburg                      | Coronel Joshua Chamberlain     | Ronald F. Maxwell             |
| 1994 | Speed                           | Harry Temple                   | Jan de Bont                   |
| 1994 | Dumb and Dumber                 | Harry Dunne                    | Peter Farrelly Bobby Farrelly |
| 1995 | Cortina de secuoyas             | Lyman Fellers                  | John Korty                    |
| 1996 | Fly Away Home                   | Thomas Alden                   | Carroll Ballard               |
| 1996 | 2 Days in the Valley            | Alvin Strayer                  | John Herzfeld                 |
| 1996 | 101 dálmatas                    | Roger Dearly                   | Stephen Herek                 |
| 1997 | Trial and Error                 | Charlie Tuttle                 | Jonathan Lynn                 |
| 1998 | Pleasantville                   | Bill Johnson                   | Gary Ross                     |
| 1999 | Mi marciano favorito            | Tim O'Hara                     | Donald Petrie                 |
| 1999 | It's the Rage                   | Warren Harding                 | James D. Stern                |
| 2000 | Chasing Sleep                   | Ed Saxon                       | Michael Walker                |
| 2001 | Escanaba in da Moonlight        | Reuben Soady                   | Jeff Daniels                  |
| 2002 | Super Sucker                    | Fred Barlow                    | Jeff Daniels                  |
| 2002 | Deuda de sangre                 | Jasper "Buddy" Noone           | Clint Eastwood                |
| 2002 | Las horas                       | Louis Waters                   | Stephen Daldry                |
| 2003 | Dioses y generales              | Lt. Colonel Joshua Chamberlain | Ronald F. Maxwell             |
| 2003 | Testigo ocular                  | James Rhodes                   | Rowdy Herrington              |
| 2004 | Héroes imaginarios              | Ben Travis                     | Dan Harris                    |
| 2005 | The Squid and the Whale         | Bernard Berkman                | Noah Baumbach                 |
| 2005 | Gracias a Winn-Dixie            | Sr. Buloni, el predicador      | Wayne Wang                    |
| 2005 | Buenas noches, y buena suerte   | Sig Mickelson                  | George Clooney                |
| 2006 | RV                              | Travis Gornicke                | Barry Sonnenfeld              |
| 2006 | Infamous                        | Alvin Dewey                    | Douglas McGrath               |
| 2007 | The Lookout                     | Lewis                          | Scott Frank                   |
| 2007 | Mama's Boy                      | Mert Rosenbloom                | Tim Hamilton                  |
| 2007 | A Plumm Summer                  | Narrador (Voz)                 | Caroline Zelder               |
| 2008 | Space Chimps                    | Zartog (Voz)                   | Kirk DeMicco                  |
| 2008 | Traidor                         | Carter                         | Jeffrey Nachmanoff            |
| 2009 | State of Play                   | George Fergus                  | Kevin Macdonald               |
| 2009 | The Answer Man                  | Arlen Faber                    | John Hindman                  |
| 2009 | Away We Go                      | Jerry Farlander                | Sam Mendes                    |
| 2009 | Paper Man                       | Richard Dunn                   | Kieran Mulroney               |
| 2010 | Howl                            | Professor David Kirk           | Rob Epstein                   |
| 2012 | Looper                          | Abe                            | Rian Johnson                  |
| 2013 | Quad                            | Mickey                         | Michael Uppendahl             |
| 2014 | Dumb and Dumber To              | Harry Dunne                    | Bobby Farrelly                |
| 2015 | Steve Jobs                      | John Sculley                   | Danny Boyle                   |
| 2015 | The Martian                     | Teddy Sanders                  | Ridley Scott                  |
| 2016 | The Divergent Series: Allegiant | David                          | Robert Schwentke              |
| 2018 | The Catcher Was a Spy           | Bill Donovan                   | Ben Lewin                     |
| 2019 | Guest Artist                    | Joseph Harris                  | Timothy Busfield              |
| 2020 | Adam                            | Mickey                         | Michael Uppendhal             |

#### Televisión
| Año       | Título original                       | Rol               | Notas                                             |
| --------- | ------------------------------------- | ----------------- | ------------------------------------------------- |
| 1980      | Breaking Away                         | Niño del colegio  | Serie — Episodio: "Pilot"                         |
| 1980      | Hawaii Five-O                         | Neal Forrester    | Serie — Episodio: "The Flight of the Jewels"      |
| 1982      | American Playhouse                    | Jed Jenkins       | Serie — Episodio: "The Fifth of July"             |
| 1989      | No Place Like Home                    | Mike              | Película para TV                                  |
| 1991      | Saturday Night Live                   | Host              | Serie — Episodio: "Jeff Daniels/Color Me Badd"    |
| 1992      | The Jackie Presser Story              | Tom Noonan        | Película para TV                                  |
| 1993      | Frasier                               | Doug              | Serie — Episodio: "Here's Looking at You"         |
| 1995      | Saturday Night Live                   | Host              | Serie — Episodio: "Jeff Daniels/Luscious Jackson" |
| 2000      | The Crossing                          | George Washington | Película para TV                                  |
| 2000      | Cheaters                              | Dr. Gerard Plecki | Película para TV                                  |
| 2004      | The Goodbye Girl                      | Elliot Garfield   | Película para TV                                  |
| 2008      | Sweet Nothing in My Ear               | Dan Miller        | Película para TV                                  |
| 2012 2014 | The Newsroom                          | Will McAvoy       | Serie — 25 episodios                              |
| 2017      | Godless                               | Frank Griffin     | Serie — 7 episodios                               |
| 2018      | The Looming Tower                     | John O'Neill      | Serie — 10 episodios                              |
| 2018      | The Emperor's Newest Clothes          | Voz del Emperador | Especial de televisión                            |
| 2020      | Washington                            | Narrador          | Miniserie — 3 episodios                           |
| 2020      | The Comey Rule                        | James Comey       | Serie — 2 episodios                               |
| 2020      | Impractical Jokers                    | Él mismo          | Serie — 1 episodio                                |
| 2020      | Impractical Jokers: Dinner Party      | Él mismo          | Serie — 1 episodio                                |
| 2021      | 9/11: Inside the President's War Room | Narrador          | Documental                                        |
| 2021      | American Rust                         | Del Harris        | Serie                                             |
| 2024      | A Man in Full                         | Charlie Croker    | Miniserie                                         |

### Director de cine
| Año  | Título original          | Notas                                  |
| ---- | ------------------------ | -------------------------------------- |
| 2001 | Escanaba in da Moonlight | También actor protagonista y guionista |
| 2002 | Super Sucker             | También actor protagonista             |

## Premios y nominaciones

### Primetime Emmy
| Año  | Categoría                                      | Serie        | Resultado |
| ---- | ---------------------------------------------- | ------------ | --------- |
| 2013 | Mejor actor - Serie dramática                  | The Newsroom | Ganador   |
| 2018 | Mejor actor de reparto - Miniserie o telefilme | Godless      | Ganador   |

### Globos de Oro
| Año  | Categoría                                  | Película                  | Resultado |
| ---- | ------------------------------------------ | ------------------------- | --------- |
| 1986 | Mejor actor - Comedia y musical            | La rosa púrpura del Cairo | Candidato |
| 1987 | Mejor actor - Comedia y musical            | Something Wild            | Candidato |
| 2006 | Mejor actor - Comedia y musical            | The Squid and the Whale   | Candidato |
| 2013 | Mejor actor de serie de televisión - Drama | The Newsroom              | Candidato |

### Premios del Sindicato de Actores
| Año  | Categoría                         | Película                      | Resultado |
| ---- | --------------------------------- | ----------------------------- | --------- |
| 2003 | Mejor reparto                     | Las horas                     | Candidato |
| 2006 | Mejor reparto                     | Buenas noches, y buena suerte | Candidato |
| 2013 | Mejor actor de televisión - Drama | The Newsroom                  | Candidato |

### Premios Tony
| Año  | Categoría                                   | Película       | Resultado |
| ---- | ------------------------------------------- | -------------- | --------- |
| 2009 | Mejor actor principal en una obra de teatro | God of Carnage | Candidato |
| 2016 | Mejor actor principal en una obra de teatro | Blackbird      | Candidato |

### MTV Movie & TV Awards
| Año  | Categoría                            | Película        | Resultado |
| ---- | ------------------------------------ | --------------- | --------- |
| 1995 | Mejor dúo en pantalla con Jim Carrey | Dumb and Dumber | Candidato |

### Satellite Awards
| Año  | Categoría              | Película    | Resultado |
| ---- | ---------------------- | ----------- | --------- |
| 2007 | Mejor actor de reparto | The Lookout | Candidato |